# Sacrifice (2022)
Pour les articles homonymes, voir Sacrifice (homonymie) et No Surrender.
 (octobre 2024).
Si vous disposez d'ouvrages ou d'articles de référence ou si vous connaissez des sites web de qualité traitant du thème abordé ici, merci de compléter l'article en donnant les références utiles à sa vérifiabilité et en les liant à la section « Notes et références ».
Sacrifice est un événement de catch professionnel produit par la fédération Impact Wrestling, c'est le treizième événement de la chronologie des Sacrifice. Il s'est déroulé le 5 mars 2022 à Louisville dans le Kentucky au sein du Paristown Hall. Il fut diffusé exclusivement sur Impact Plus.

## Contexte
Cet événement de catch professionnel présente différents matchs impliquant des catcheurs heel (méchant) et face (gentil), ils combattent sous un script écrit à l'avance.

## Tableau des matches
| Ordre par numéros | Résultat | Stipulation(s)                                                 | Temps |
| --- | --- | -------------------------------------------------------------- | ----- |
| 1P | Lady Frost bat Gisele Shaw | Singles match                                                  | 6:04  |
| 2P | Rich Swann et Willie Mack battent Honor No More (Matt Taven et Mike Bennett) (avec Maria Kanellis)                                        | Tag team match                                                 | 7:45  |
| 3 | Trey Miguel (c) bat Jake Something | Singles match pour le Impact X Division Championship           | 11:03 |
| 4 | Eddie Edwards bat Rhino | Singles match                                                  | 8:44  |
| 5 | The Influence (Madison Rayne et Tenille Dashwood) battent The IInspiration (Cassie Lee et Jessica McKay) (c)                              | Tag team match pour les Impact Knockouts Tag Team Championship | 10:30 |
| 6 | JONAH bat PCO | Singles match                                                  | 11:30 |
| 7 | Alex Shelley contre Jay White | Singles match                                                  | 18:45 |
| 8 | Deonna Purrazzo (c) bat Chelsea Green | Singles match pour le ROH Women's Championship                 | 8:18  |
| 9 | Mickie James (c) contre Tasha Steelz | Singles match pour le Impact Knockouts Championship            | 14:06 |
| 10 | Violent By Design (Eric Young et Joe Doering) (avec Deaner) battent The Good Brothers (Doc Gallows et Karl Anderson) (c) (avec Chris Bey) | Tag team match pour le Impact World Tag Team Championship      | 11:44 |
| 11 | Moose (c) bat Heath | Singles match pour le Impact World Championship                | 12:09 |
| La lettre C placée entre parenthèses désigne la personne ou l’équipe championne en titre. P – indique que le match a eu lieu lors du pré-show | |                                                                |       |